# Anna Rogstad
Anna Georgine Rogstad, född den 26 juli 1854 i Nordre Land, död den 8 november 1938, var en norsk kvinnosakskvinna och politiker. Hon var den första kvinnliga stortingsledamoten.
Anna Rogstad, som var lärarinna, anställdes 1877 vid Kristiania folkskola och deltog verksamt i huvudstadens kommunala liv och i kvinnorösträttsrörelsen samt var 1911-12 den första kvinnliga medlemmen av Norges storting. Hon var 1909-23 föreståndarinna för Kristianias kommunala fortsättningsskola för flickor och 1913-19 ordforande i Norges lærerindeforbund. Hon utgav bland annat De syv skoleaar. Praktisk veiledning for norsk-undervisningen I-III (1895-97; 3:e upplagan 1908- 11), Morsmaalsundervisningen (3 föredrag, 1906) och Iagttagelsesundervisningen (1908). Hon var ogift.